# Walter Evans Edge

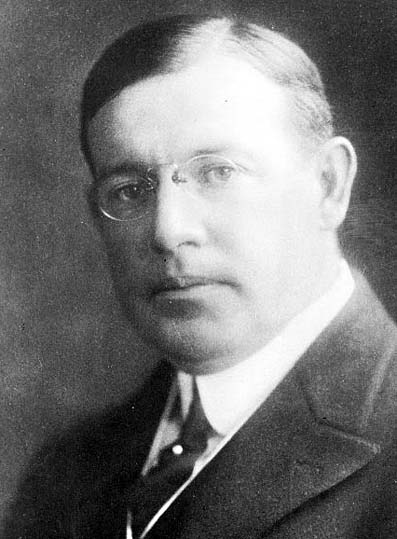
Walter Evans Edge, 1919

Walter Evans Edge (* 20. November 1873 in Philadelphia, Pennsylvania; † 29. Oktober 1956 in New York City) war ein US-amerikanischer Politiker und von 1917 bis 1919 sowie zwischen 1944 und 1947 Gouverneur des Bundesstaates New Jersey. Zwischen 1919 und 1929 vertrat er seinen Staat im US-Senat.

## Frühe Jahre und politischer Aufstieg
Walter Edge kam im Jahr 1877 nach Pleasantville in New Jersey. Dort besuchte er die öffentlichen Schulen. Nach seiner Schulzeit war er 1890 in Atlantic City in einer Druckerei beschäftigt. Schon bald stieg er in das Zeitungsgeschäft ein, indem er eine Zeitung erwarb und herausgab. Während des Spanisch-Amerikanischen Krieges war er Leutnant in einer Infanterieeinheit. Edge war auch in der Nationalgarde von New Jersey aktiv.
Walter Edge war Mitglied der Republikanischen Partei. Zwischen 1901 und 1904 war er in der Verwaltung des Staatssenats angestellt. Für dieses Gremium hatte er bereits von 1897 bis 1899 als Journal clerk, eine Art Pressesprecher, gearbeitet. Im Jahr 1910 wurde er Abgeordneter der New Jersey General Assembly. Von 1911 bis 1916 war er Mitglied des Staatssenats, wobei er im Jahr 1915 dessen Präsident wurde. Am 7. November 1916 wurde er als Kandidat seiner Partei zum Gouverneur seines Staates gewählt.

## Erste Amtszeit als Gouverneur
Walter Edge trat sein neues Amt am 15. Januar 1917 an. Seine Amtszeit wurde von den Ereignissen des Ersten Weltkriegs überschattet, zu dem auch New Jersey seinen Beitrag leisten musste. Junge Männer mussten gemustert und dem Militär zur Verfügung gestellt werden. Die Wirtschaftsproduktion wurde auf Rüstungsgüter umgestellt und Lebensmittel wurden rationiert. Nach dem Ende des Krieges im November 1918 mussten diese Maßnahmen wieder auf den zivilen Status zurückgefahren werden. Neben diesen kriegsbedingten Aktivitäten wurde damals ein Antikorruptionsgesetz verabschiedet und die Voraussetzungen für einen Tunnel unter dem Hudson River geschaffen. Nachdem Walter Edge bei den Kongresswahlen als Senator in den Kongress der Vereinigten Staaten gewählt worden war, trat er Anfang 1919 vom Amt des Gouverneurs zurück.

## US-Senator
Edge trat sein neues Mandat als Nachfolger von David Baird am 4. März 1919 an. Im Jahr 1924 wurde er von den Wählern in diesem Amt bestätigt. Im Senat war Edge Vorsitzender des „Committee on Coast and Insular Suryey“. Außerdem war er Mitglied des Postausschusses und des Ausschusses, der sich mit den interozeanischen Gewässern befasste. Am 21. November 1929 legte Edge sein Mandat nieder, nachdem er von Präsident Herbert C. Hoover zum neuen Botschafter in Frankreich ernannt worden war. Sein Sitz im Senat ging dann an David Baird Jr., den Sohn seines Vorgängers.

## Zweite Amtszeit als Gouverneur
Zwischen 1929 und 1933 blieb Edge als Botschafter in Paris. Nach seiner Rückkehr in die Vereinigten Staaten verkaufte er seinen nach dem Ersten Weltkrieg erworbenen Anteil an der Liegenschaft namens „Noria Plantation“ in Florida. Dafür erwarb er 1937 die „Sunny Hill“-Plantage, ebenfalls in Florida. Am 2. November 1943 wurde Edge noch einmal zum Gouverneur von New Jersey gewählt. Er trat seine dreijährige Amtszeit am 18. Januar 1944 an. Zu diesem Zeitpunkt war der Zweite Weltkrieg noch in vollem Gange. Nach dem Ende dieses Krieges musste der Gouverneur, wie seine Amtskollegen in den anderen US-Bundesstaaten für einen reibungslosen Übergang vom Krieg zum Frieden sorgen. Dazu gehörte die Wiedereingliederung der heimkehrenden Soldaten in die Gesellschaft und die Versorgung der Invaliden und der Hinterbliebenen der Toten. Auch die Industrieproduktion musste, ähnlich wie 1918, wieder auf den zivilen Bedarf zurückgefahren werden. Unabhängig davon wurde damals der Öffentliche Dienst reformiert und ein Ministerium für Wirtschaftsentwicklung eingerichtet. Eine Behörde zur Bekämpfung von Diskriminierungen wurde in das Erziehungsministerium eingegliedert.
Nach dem Ende seiner Gouverneurszeit am 21. Januar 1947 zog sich Edge aus der Politik zurück und widmete sich seinen privaten Interessen. Er starb im Oktober 1956 in New York City. Walter Edge war zweimal verheiratet und hatte insgesamt vier Kinder.